# マリー・エスメラルダ (ベルギー王女)
マリー＝エスメラルダ（La princesse Marie-Esméralda de Belgique, 1956年9月30日 - ）は、ベルギー王室の王女。歴史的環境的テーマに関連するドキュメンタリーのジャーナリスト・作家・共同監督である。また、環境活動家であり、女性と先住民の権利のための活動家でもある。

## 生い立ち
1956年9月30日に両親が1951年から住んでいるラーケン王宮で生まれた。彼女はルクセンブルク大公妃ジョゼフィーヌ＝シャルロット、ベルギー王ボードゥアン1世、アルベール2世（代父の1人でもある）の異母妹である。彼女の代母はルクセンブルク大公女マリー＝アデライードである。 4歳のとき、マリー＝エスメラルダ、兄妹のアレクサンドル、マリー＝クリスティーヌは、ラーケン王宮を出て、ウォータールーの王宮に両親と一緒に移った。
ブリュッセルのサン＝ルイ大学で法律を学んだ後、ルーヴァン・カトリック大学で社会的コミュニケーション（ジャーナリズム）の学位を取得した。 さまざまなフランスの雑誌（フィガロを含む）、イタリア、ドイツ、スペインの雑誌で活動している。1983年に父親が亡くなった後、彼女は自然の探検と保護のためのレオポルド3世基金の会長になった。
1998年4月5日、エスメラルダはロンドンのサルバドール・モンカダ卿（イギリス出身のホンジュラスの科学者）と結婚した。彼女には2人の子供：アレクサンドラ（1998年生まれ）とレオポルド（2001年生まれ）がいる。 4人全員がロンドンに住んでいる。

## ジャーナリズムと文学のキャリア
マリー＝エスメラルダはジャーナリスト兼作家である。時々、エスメラルダ・ド・レシーというペンネームで書く。ブリュッセルのサンルイ大学で法学を学んだ後、ルーヴァン・カトリック大学でジャーナリズムの学位を取得し、パリに移った。国際的な雑誌のフリーランサーとして働くキャリアを追求している。彼女の著書「クリスチャンディオール、1947-1957年初頭」は、クリスチャンディオールのキャリアに焦点を当てており、2001年にVendome Pressから出版された。
その後、マリー＝エスメラルダは、手紙や写真などのアーカイブ文書を使用して、故父レオポルド3世について2冊の本を書いた。彼女の本「私の父、レオポルド3世」は2001年に出版され、2006年には「写真家 レオポルド3世」が出版された。彼女は政治については話さないが、父親の遠征、自然、科学、写真への情熱に焦点を当てている。
2011年、エスメラルダは"Terre ! :agissons pour la planete, il n’est pas trop tard"「テラ !:地球のために行動しましょう、手遅れではありません」というタイトルの別の本を出版した。この本は、環境を保護することの重要性を強調している。 1年後、マリー＝エスメラルダはパトリック・ウェーバーと共同執筆した母親「リリアン、影と光の間の妃」に捧げられた本を出版した。 2014年には、クリストフ・ヴァチャウデスと一緒に「アルベールとエリザベート」という祖父母（アルベール1世とエリザベート王妃）についての本を執筆している。同年、マリー＝エスメラルダは"Femmes prix Nobel de la Paix"「ノーベル平和賞を受賞した女性」というタイトルの女性ノーベル平和賞受賞した10人の女性に関する本を出版した。

## 著書
- Léopold III, mon père, éditions Racine, 2001.
- Léopold III, photographe, éditions Racine, 2006.
- Terre !, éditions Racine, 2011.
- Lilian, une princesse entre ombre et lumière, éditions Racine, 2012 (avec Patrick Weber).
- Albert et Élisabeth, éditions Racine, 2014 (en collaboration avec Christophe Vachaudez).
- Femmes prix Nobel de la paix, éditions Avant-propos, 2014.
- Quel monde pour demain ?, éditions Luc Pire, 2021 (en collaboration avec Anuna de Wever).

## フィルモグラフィー
- Léopold III, mon père, documentaire de 90 minutes à valeur historique, dans lequel Esmeralda de Belgique retrace la vie de son père, réalisé par Nicolas Delvaulx pour la RTBF en 2011[4].
- Sur les pas du Roi Albert et de la Reine Élisabeth, mes grands-parents : ce documentaire de 140 minutes réalisé par Nicolas Delvaulx pour la RTBF en 2014 évoque les figures du roi Albert et de la reine Élisabeth, en présence de leur petite-fille la princesse Esmeralda de Belgique[5].
- Virunga, l'espoir pour tout un peuple est film de 61 minutes, dont Esmeralda de Belgique est co-autrice, réalisé par Nicolas Delvaulx pour la RTBF en 2016[6].